# Kirchner Peak
Kirchner Peak är en bergstopp i Antarktis. Den ligger i Östantarktis. Australien gör anspråk på området. Toppen på Kirchner Peak är 1 170 meter över havet, eller 90 meter över den omgivande terrängen. Bredden vid basen är 1,3 km.
Terrängen runt Kirchner Peak är huvudsakligen kuperad, men västerut är den bergig. Trakten är obefolkad. Det finns inga samhällen i närheten. 